# کالین دونل
کالین دونل (به انگلیسی: Colin Donnell) یک بازیگر آمریکایی است که بیشتر برای نقش تامی مرلین در سریال پیکان شهرت دارد.

## زندگی شخصی

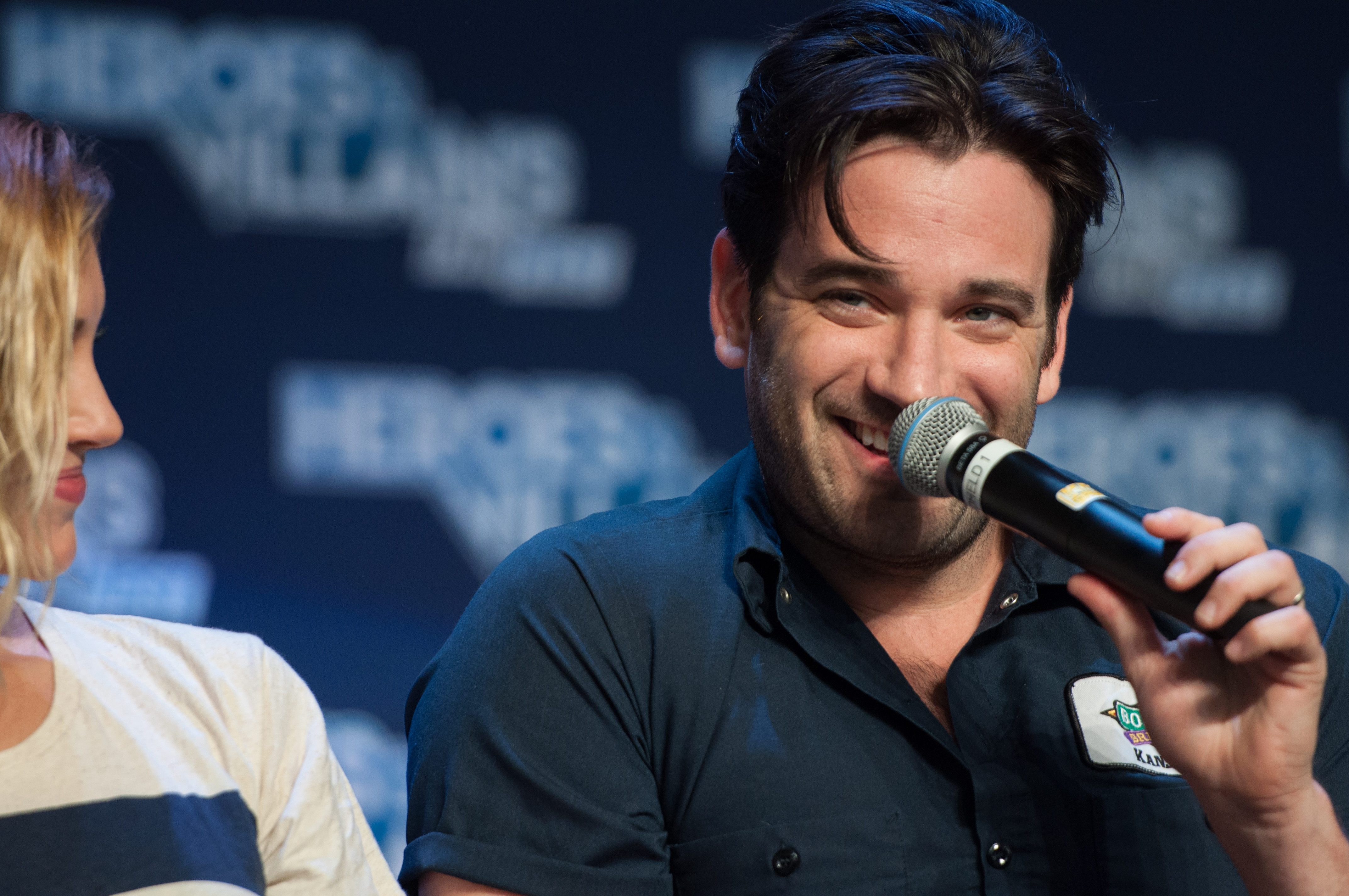
تصویری از کالین دونل در یک برنامه

کالین در سال ۲۰۱۳ با همبازی خود در فیلم درد بیهوده عشق، پتی مورین دوست شد. آنها در دسامبر ۲۰۱۴ نامزد کرده و ۱ سال بعد در روز جمعه ۱۹ ژوئن ۲۰۱۵ در نیویورک ازدواج کردند.

## حقایق جالب
- کالین دونل یک طرفدار و علاقه‌مند به ادبیات و یک موسیقیدان است.[۴]
- او روی بدنش تتویی به شکل پنج سایه از پرنده‌ها دارد که به نمایندگی ۵ نفر خانواده او هستند.
- او اصالتاً ایرلندی ولی مادر او فرانسوی است.

## فیلم‌ها
| سال  | عنوان             | نقش         |
| ---- | ----------------- | ----------- |
| ۲۰۱۴ | هر چیز پنهانی     | پاول پورتر  |
| ۲۰۱۵ | مهمانخانهٔ تعطیلات | جیم هاردی   |
| ۲۰۱۹ | تقریباً مشهور      | راسل هوموند |

| سال        | عنوان                                                  | نقش            | اپیزود                                              |
| ---------- | ------------------------------------------------------ | -------------- | --------------------------------------------------- |
| ۲۰۱۱–۲۰۱۲  | Pan Am (پان آمریکایی)                                  | مایک روسکین    | ۴ اپیزود                                            |
| ۲۰۱۲–۲۰۱۵  | پیکان                                                  | تامی مرلین     | ۲۳ اپیزود شخصیت اصلی (فصل ۱) بازیگر مهمان (فصل ۲–۳) |
| ۲۰۱۴       | مظنون                                                  | بیلی پارسونز   | اپیزود: "Root Path"                                 |
| ۲۰۱۴       | Unforgettable (فراموش نشدنی)                           | مأمور استون    | اپیزود: "Flesh and Blood"                           |
| ۲۰۱۴–۲۰۱۵  | The Affair (امور)                                      | اسکاتی لاکهارت | 16 episodes                                         |
| ۲۰۱۴       | The Mysteries of Laura (اسرار لورا)                    | دنیل مایکوسکی  | اپیزود: "The Mystery of the Dysfunctional Dynasty"  |
| ۲۰۱۵       | Love Is A Four Letter Word (عشق یک کلمهٔ چهار حرفی است) | شان            | اپیزود: "Pilot"                                     |
| ۲۰۱۵–اکنون | Chicago Med پزشکی شیکاگو                               | کانر رودز      | شخصیت اصلی                                          |
| ۲۰۱۶       | Chicago Fire آتش شیکاگو                                | کانر رودز      | ۲ اپیزود                                            |
| ۲۰۱۶       | Chicago P.D. پلیس شیکاگو                               | کانر رودز      | ۲ اپیزود                                            |

## بازی‌ها
| سال  | عنوان         | نقش    | یادداشت |
| ---- | ------------- | ------ | ------- |
| ۲۰۱۱ | لس آنجلس سیاه | واریوس | صداپیشه |

## تئاتر
| سال       | عنوان                                   | نقش                              |
| --------- | --------------------------------------- | -------------------------------- |
| ۲۰۰۵      | تقریباً بهشت: داستان‌ها و شعرهای جان دنور | مرد                              |
| ۲۰۰۵–۲۰۰۷ | پسران نیوجرسی                           | هنک مِجِوسکی، نیک ماسی، باب گاودیو |
| ۲۰۰۶      | عیسی مسیح سوپراستار                     | پیتر                             |
| ۲۰۰۶      | مرا در سنت لوییس ملاقات کن              | جان ترویت                        |
| ۲۰۰۷      | ماما میا!                               | اسکای (آسمان)                    |
| ۲۰۰۷      | حماقت                                   | بنجامین استون جوان               |
| ۲۰۰۷      | من، خودم و من                           | اوتو                             |
| ۲۰۰۸      | دبیرستان موزیکال روی صحنه! (تئاتر)      | تروی بولتون                      |
| ۲۰۰۹      | شرور (تئاتر)                            | فیِرو                             |
| ۲۰۱۰      | جانی بیسبال (تئاتر)                     | جانی اوبرایان                    |
| ۲۰۱۱–۲۰۱۲ | هرچیزی می‌رود (تئاتر)                    | بیلی کراکر                       |
| ۲۰۱۲      | Merrily We Roll Along (تئاتر)           | فرانکلین شپارد                   |
| ۲۰۱۳      | درد بیهوده عشق                          | براون                            |
| ۲۰۱۴      | ویولت (تئاتر)                           | مونتی                            |
| ۲۰۱۴      | چراغ‌های روشن، شهر بزرگ (تئاتر)          | خودش                             |
| ۲۰۱۵      | برادوی صورتی می‌خواند (تئاتر)            | خودش                             |
| ۲۰۱۵      | بانو، خوب باش! (تئاتر)                  | جک رابینسون                      |
| ۲۰۱۵      | برنامه زنده بازگشت پنجشنبه: کنسرت       | خودش                             |